# Banning
Banning é uma cidade localizada no estado americano da Califórnia, no Condado de Riverside. Foi incorporada em 6 de fevereiro de 1913.

## Geografia
De acordo com o United States Census Bureau, a cidade tem uma área de 59,8 km², onde todos os 59,8 km² estão cobertos por terra.

### Localidades na vizinhança
O diagrama seguinte representa as localidades num raio de 24 km ao redor de Banning. 

## Demografia
Segundo o censo nacional de 2010, a sua população é de 29 603 habitantes e sua densidade populacional é de 494,80 hab/km². Possui 12 144 residências, que resulta em uma densidade de 202,98 residências/km².